# Pedro Barba (gobernador de La Habana)
Pedro Barba fue un caballero español (Sevilla - Tenochtitlan 1521), primer teniente, gobernador de La Habana hacia 1518, en tiempo del gobernador Diego Velázquez.
Cuando Hernán Cortés se dirigió a México para emprender la conquista de aquel rico país, desembarco en La Habana, alojándole Barba en su propia casa y negándose a prenderle a pesar de la orden terminante que había recibido de Velázquez en este sentido, alegando para ello que las fuerzas de Cortés eran superiores a las suyas, merced a lo cual aquel pudo continuar su viaje en febrero de 1519. Más tarde Velázquez, ignorando la suerte que había cabido a Pánfilo de Narváez y a su gente, le mandó a México con refuerzos y con órdenes para que el dicho Narváez se apoderara de Cortés, si aun vivía y se lo mandara preso. Barba llegó al puerto de San Juan de Ulúa, pasando a bordo de su buque un oficial de Cortés, llamado Pedro Caballero, quien le dijo que Narváez había vencido y que Cortés andaba huido por el interior. Ante tales noticias los expedicionarios desembarcaron confiados, cayendo prisioneros de Caballero. Presentados a Cortés, éste confió a Barba el mando de una compañía de ballesteros, con la que combatió denonadamente en muchos encuentros, especialmente en la célebre retirada de la montaña de Xochimilco. Mandando un bergantín asistió al combate llamado de las 4000 canoas, muriendo a consecuencia de una herida que recibió en el asalto de la Ciudad de México.
Refiriéndose a Pedro Barba dice Solís que era "amigo igualmente seguro en todas fortunas, y un soldado valeroso sin achaques de valiente, y cuerdo sin tibiezas de reportado". Zequeira también le consagra una octava en su Batalla de Cortés en la Laguna.